# روبرت إدواردز
روبرت إدواردز (ولد في مانشستر في 27 سبتمبر 1925)، عالم أحياء بريطاني ورائد في مجال البيولوجيا والطب التكاثري، وعلى الأخص التلقيح الصناعي. حصل على جائزة نوبل في الطب عام 2010 لدورة في تطوير الإخصاب خارج الرحم.
حصل على شهادة الدكتوراه سنة 1955 من جامعة إدنبرة.
اشترك مع الجراح البريطاني باتريك ستيبتو (بالإنجليزية: Patrick Steptoe)‏ ـ (1913-1988) في أول عملية تلقيح صناعي خارج الرحم، وهي العملية التي نتج عنها ولادة لويز براون، أول طفلة أنابيب في العالم، في 25 يوليو 1978. وقد انتقد الفاتيكان منحه جائزة نوبل وذلك لأنه أدى إلى إشاعة ثقافة تعتبر فيها الأجنة مثل السلع.

## روابط خارجية
- روبرت إدواردز على موقع الموسوعة البريطانية (الإنجليزية)
- روبرت إدواردز على موقع مونزينجر (الألمانية)
- روبرت إدواردز على موقع إن إن دي بي (الإنجليزية)